# Bendigo International 2022
Das Bendigo International 2022 war ein Tennisturnier der ITF Women’s World Tennis Tour 2022 für Damen und ein Tennisturnier der ATP Challenger Tour 2022 für Herren in Bendigo. Die Turniere fanden parallel vom 3. bis 9. Januar 2022 statt.